# کبوتر-کوکوی سیاه
کبوتر-کوکوی سیاه (نام علمی: Turacoena modesta)، همچنین به عنوان کبوترکوکوی توسی شناخته می‌شود، گونهای از پرندگان از خانواده کبوتران و بومی جزایر سوندای کوچک است و در تیمور، وتار، روته و آتائورو نیز یافت می‌شود. در جنگل‌های گرمسیری موسمی اولیه و ثانویه، جنگل‌های اکالیپتوس و درختزارها زندگی می‌کند. طول متوسط آن ۳۸٫۵ سانتیمتر (۱۵٫۲ اینچ) است و عمدتاً خاکستری مایل به آبی تیره است، روی سر و زیرتنه روشن‌تر و روی بال‌ها و دم تیره‌تر است. دارای پوست کاسه چشم زردرنگ است.
کبوترکوکوی سیاه از میوه تغذیه می@کند. توسط اتحادیه بین‌المللی حفاظت از طبیعت (IUCN) در فهرست سرخز IUCN به عنوان تقریباً در معرض خطر قرار گرفته است و نابودی زیستگاه و شکار آن را تهدید می‌کند.
کبوترکوکوی سیاه بومی جزایر سوندای کوچک است و در تیمور، وتار، روته و آتائورو یافت می‌شود. در جنگل‌های گرمسیری موسمی اولیه و ثانویه، جنگل‌های اکالیپتوس و جنگل‌ها در ارتفاعات تا ۱٬۷۷۰ متر (۵٬۸۱۰ فوت) زندگی می‌کند. و نسبت به تخریب زیستگاه به نسبت متحمل است. تصور می‌شود بسته به در دسترس بودن غذا به صورت فصلی مهاجرت می‌کند.